# Piscizid
Als Piscizid wird ein chemischer Stoff bezeichnet, der für Fische giftig ist, und der absichtlich und gezielt zu deren Vergiftung eingesetzt wird. Meist wird der Begriff als Unterkategorie für ein gegen Fische gerichtetes Biozid gebraucht, er wird aber auch in Zusammenhang mit Giftfischen mittels Toxinen verwendet. Das Adjektiv piscizid wird, ausnahmsweise und sehr selten, auch zur Charakterisierung von fischgiftigen Stoffen im Allgemeinen verwendet (häufiger: ichthyotoxisch). In der Biozid-Verordnung der EU (vgl. unten) wird im gleichen Sinne der Ausdruck Fischbekämpfungsmittel verwendet.

## Giftfischen
Das Fangen von Fischen mittels Betäubung durch ein, in der Regel pflanzliches, Toxin ist heute in den Industrieländern behördlich verboten, es ist aber traditionell in zahlreichen indigenen Völkern rund um den Erdball üblich gewesen und wird auch heute noch praktiziert. Allein aus Afrika sind 325 Pflanzenarten aus 183 Gattungen und 71 Familien zu diesem Zweck nachgewiesen, wobei Hülsenfrüchtler s. l. und Wolfsmilchgewächse dominieren. Aus Indien werden 112 Arten für diese Verwendung angegeben. Am häufigsten verwendet werden, neben den auch in Afrika üblichen Albizia-Arten (Unterfamilie der Mimosengewächse in der Familie der Hülsenfrüchtler), die Früchte von Diospyros lanceaefolia (Ebenholzgewächse), aber auch die bis Europa verbreitete Walnuss (Juglans regia) wird dafür gebraucht (wirksam nur unreife Früchte in frischem Zustand).
Die für die Wirkung verantwortlichen sekundären Pflanzenstoffe sind u. a. terpenoide Saponine und Rotenoide, Di-, Tri- und Sesquiterpene, Furocumarine, Phenylpropanoide und Chinone. Es werden dabei Pflanzenstoffe gewählt, die für den Menschen beim Verzehr der Fische unschädlich sind. Eine Ausnahme bildet dabei das Pikrotoxin, das aus der Frucht der Scheinmyrte (Anamirta cocculus) gewonnen wird.

## Piscizide als Biozide
Piscizide werden in der Fischereiwirtschaft eingesetzt, um unerwünschte Fischarten, die in Konkurrenz zu ökonomisch bedeutenden Arten stehen, zurückzudrängen oder lokal auszurotten oder um aus infizierten Beständen entkommende, kranke Fische an der Ausbreitung zu hindern. Manchmal werden sie eingesetzt, um vor dem Besatz eines Teichs den ansässigen Raubfisch-Bestand auszurotten. Ein weiteres Anwendungsfeld ist die Bekämpfung eingeschleppter, neozoischer Fischarten, wenn diese noch selten und lokal verbreitet sind, aber eine rasche Ausbreitung befürchtet wird.
Obwohl eine Vielzahl von Stoffen getestet und zum Teil auch verwendet wurden, ist das bei weitem bedeutsamste kommerziell weltweit eingesetzte Piscizid das aus den Wurzeln verschiedener tropischer Schmetterlingsblütler gewonnene Rotenon. Rotenon ist in der Familie weit verbreitet und kann sowohl aus Pflanzenarten Ostasiens wie Südamerikas gewonnen werden. In Ostasien werden etwa die Wurzeln der Tubawurzel (Derris elliptica), eines in Borneo heimischen Schmetterlingsblütlers, verwendet, in Amerika Deguelia utilis sowie Lonchocarpus- und Tephrosia-Arten, die hier alle als Barbasco bezeichnet werden (nach Verbascum, den Königskerzen, deren Samen früher in Europa als Fischgift dienten). Rotenon wirkt, indem es die Atmung behindert: Es hemmt spezifisch den Komplex I der Atmungskette in Mitochondrien. Rotenon wirkt auf Fischarten wie Hecht, Flussbarsch oder Aal und Forelle in Konzentrationen von 0,05 Milligramm pro Liter Wasser. Es ist auch für Warmblüter giftig, allerdings ist seine Giftigkeit geringer. Die  LD50 bei oraler Aufnahme für Vogelarten wie Stockente liegt bei etwa 1 Gramm pro Kilogramm, bei Kaninchen 1,5 Gramm, beim Haushund drei Gramm. Die Giftigkeit für Amphibien liegt in derselben Größenordnung wie bei den Fischen. Im Gewässer ausgebracht, wird Rotenon, abhängig von der Temperatur, in ca. zwei Wochen abgebaut. Der Abbau kann durch Zugabe von Permanganaten beschleunigt werden.  Beim Menschen werden letale Dosen von 300 bis 500 mg/Kg für Erwachsene und 143 mg/Kg für Kinder angegeben. Die Hauptgefahr besteht dabei für den Anwender selbst, der den als Pulver oder Spray eingesetzten Wirkstoff versehentlich einatmet.
Ein weiteres verbreitetes Piscizid ist das erst später entwickelte Antimycin A, ein Antibiotikum, das von Pilzen der Gattung Streptomyces synthetisiert wird. Die Giftwirkung ist hier sehr von der Fischart abhängig, von 0,8 Mikrogramm pro Liter z. B. bei Regenbogenforellen bis 100 Mikrogramm pro Liter, z. B. beim Goldfisch.
Über die Wirkung von Pisciziden auf die Lebensgemeinschaft der Gewässer, insbesondere die an der Basis der Nahrungsketten stehenden aquatischen Invertebraten, ist nichts mit Sicherheit bekannt, wobei Studien zum Langzeiteffekt ganz fehlen. Die vorliegenden Studien stufen den Effekt im gesamten Spektrum zwischen vernachlässigbar bis starke, signifikante Wirkungen ein.

## Einsatz von Pisciziden

### USA
In den Vereinigten Staaten wird Rotenon häufig zum Fischereimanagement eingesetzt. In den letzten Jahrzehnten ist sein Einsatz vielfach kritisiert und lokal verboten worden. Bei einer Umfrage über die Jahre 1988 bis 1997 gaben 48 von 78 teilnehmenden Fischereiagenturen an, Rotenon einzusetzen. Sieben weitere hatten es früher eingesetzt, den Einsatz aber aufgrund neuer Gesetze oder Richtlinien eingestellt. Allein in einem Stausee, dem Strawberry Reservoir in Utah, wurden dabei 20.000 Kilogramm des Wirkstoffs in einem Jahr (1990) eingesetzt. Etwa die Hälfte der Einsätze insgesamt erfolgte zu Gunsten der Sportfischerei.

### Europa
In der Biozid-Richtlinie der EU (Richtlinie 98/8/EG des europäischen Parlaments und des Rates vom 16. Februar 1998 über das Inverkehrbringen von Biozid-Produkten) sind im Anhang V (Biozid-Produktarten) unter Produktart 17 „Fischbekämpfungsmittel“ aufgeführt. Die Richtlinie regelt die Zulassung und das Inverkehrbringen von Bioziden, und damit auch Pisciziden. Die Europäische Union kann zwar gemäß Artikel 4 der Richtlinie Biozid-Produkte bestimmen, die nach Zulassung in einem Mitgliedsland in allen Mitgliedsländern zugelassen werden sollen, hat dies aber im Falle von Pisciziden bisher nicht getan. Damit ist für diese weiterhin die nationale Zulassung maßgeblich.
In Deutschland ist die einschlägige Rechtsvorschrift das Chemikaliengesetz, Abschnitt IIa. Nach § 4 der Verordnung über die Zulassung von Biozid-Produkten und sonstige chemikalienrechtliche Verfahren zu Biozid-Produkten und Biozid-Wirkstoffen (Biozid-Zulassungsverordnung – ChemBiozidZulV) vom 4. Juli  2002 darf eine Zulassung für Piscizide in Deutschland nicht erteilt werden. Damit ist ihr Einsatz in Deutschland generell untersagt.
In der Schweiz wird die Zulassung im Chemikaliengesetz geregelt. Nach der Biozidprodukteverordnung werden nach Artikel 4 Fischbekämpfungsmittel weder zugelassen noch registriert. Ausnahmen zu Forschungs- und Entwicklungszwecken sind möglich.
Einschlägige Rechtsgrundlage in Österreich ist das Bundesgesetz zur Durchführung der Biozidprodukteverordnung (Biozidproduktegesetz). Nach § 14 Absatz 4 des Gesetzes ist die Zulassung von Fischbekämpfungsmitteln hier unzulässig.